# نورایر سیساکیان
نورایر مارتیروسی سیساکیان (ارمنی: Նորայր Մարտիրոսի Սիսակյան؛ ۲۵ ژانویهٔ ۱۹۰۷ – ۱۲ مارس ۱۹۶۶) شیمی‌دان، زیست‌شناس و زیست‌شیمی‌دان اهل ارمنستان بود. وی یکی از بنیانگذاران اخترزیست‌شناسی می‌باشد.
سیساکیان تحصیلات خویش ابتدا در دانشگاه دولتی ایروان و سپس در سال ۱۹۳۲ در دانشگاه دولتی کشاورزی روسیه به اتمام رساند؛ و از سال ۱۹۳۵ در مؤسسه زیست‌شیمی مسکو مشغول به فعالیت شد.
دهانه سیساکین در سمت سمت پنهان ماه به افتخار وی نامگذاری شده است.

## جوایز
وی برندهٔ جوایزی همچون مدال دفاع از مسکو شده است.

## تالیفات
- "Series on Biochemics", مسکو، ۱۹۶۷ (به روسی)